# Charam
Charām (farsi چرام) è una città che fino al 2010 ha fato parte dello shahrestān di Kohgiluyeh, circoscrizione di Charam, nella provincia di Kohgiluyeh e Buyer Ahmad. Aveva, nel 2006, una popolazione di 11.980 abitanti. Nel 2010 è entrata a far parte del neo-costituito shahrestān omonimo.